# Iniistius celebicus
Iniistius celebicus är en fiskart som först beskrevs av Bleeker, 1856.  Iniistius celebicus ingår i släktet Iniistius och familjen läppfiskar. IUCN kategoriserar arten globalt som livskraftig. Inga underarter finns listade i Catalogue of Life.